# Janne Wirman
Janne Wirman (Espoo, 26 de Abril de 1979) é um músico finlandês, ex-tecladista da banda de death metal melódico Children of Bodom, de 1997-2019. Ele também é atualmente tecladista da banda Warmen.

## Biografia
Começou a tocar piano aos 5 anos. Durante a sua adolescência interessou-se por jazz. Só em 1997, quando se juntou á banda Children of Bodom é que o heavy metal passou a ser o seu interesse principal.
Aos 16 anos graduou-se no Pop & Jazz Conservatory, em Helsínquia. Logo depois foi convidado por Jaska Raatikainen para se juntar a Children of Bodom. Em 2000 focou-se num novo projecto, Warmen. Para gravar com Warmen, Wirman construiu o Warmen Productions Studio (agora chamado Beyond Abilities). Este estúdio também serviu para a gravação das faixas de teclado de Kotipelto, parte do álbum Iron do Ensiferum e quarto álbum da banda Sinergy. Em 2002 juntou-se provisoriamente á banda Masterplan para gravar o primeiro álbum da banda.

## Discografia

### Warmen
- 2000 - Unknown Soldier
- 2002 - Beyond Abilities
- 2005 - Accept The Fact
- 2009 - Japanese Hospitality

### Children of Bodom
- 1997 - Something Wild
- 1999 - Hatebreeder
- 1999 - Tokyo Warhearts
- 2001 - Follow the Reaper
- 2003 - Hate Crew Deathroll
- 2005 - Are You Dead Yet?
- 2007 - Chaos Ridden Years - Stockholm Knockout Live
- 2008 - Blooddrunk
- 2009 - Skeletons in the Closet
- 2011 - Relentless Reckless Forever
- 2013 - Halo of Blood
- 2015 - I Worship Chaos

### Kotipelto
- 2002 - Waiting For The Dawn
- 2004 - Coldness
- 2007 - Serenity